# Givry-en-Argonne
Givry-en-Argonne é uma comuna francesa na região administrativa do Grande Leste, no departamento de Marne. Estende-se por uma área de 7.66 km², e possui 450 habitantes, segundo o censo de 2018, com uma densidade de 59 hab/km².